# قرار مجلس الأمن التابع للأمم المتحدة رقم 381
قرار مجلس الأمن التابع للأمم المتحدة رقم 381، الذي اعتمد في 30 تشرين الثاني / نوفمبر 1975، نظر في تقرير من الأمين العام بشأن قوة الأمم المتحدة لمراقبة فض الاشتباك وأحاط علماً بالمناقشات التي أجراها الأمين العام مع جميع الأطراف المعنية في الحالة في الشرق الأوسط. وأعرب المجلس عن قلقه إزاء استمرار التوتر في المنطقة وقرر ما يلي:
(أ) أن يجتمع مجددًا في 12 كانون الثاني / يناير 1976 لمواصلة المناقشة بشأن مشكلة الشرق الأوسط بما في ذلك المسألة الفلسطينية، مع مراعاة جميع قرارات الأمم المتحدة ذات الصلة؛
(ب) تجديد ولاية قوة الأمم المتحدة لمراقبة فض الاشتباك لفترة أخرى مدتها ستة أشهر؛
(ج) أن يطلب إلى الأمين العام أن يبقي مجلس الأمن على علم بالتطورات الأخرى.
واعتمد القرار بأغلبية 13 صوتًا مقابل لا شيء؛ ولم تشارك الصين و‌العراق في التصويت.